# Pico del Lobo
El pico del Lobo, con sus 2274 m s. n. m., es la montaña más elevada de la sierra de Ayllón y, como tal, de la provincia de Guadalajara y toda Castilla-La Mancha, en España. Su cumbre hace el límite entre esta comunidad autónoma y la provincia castellanoleonesa de Segovia.

## Situación geográfica
Está situada entre las provincias de Guadalajara y Segovia, siendo límite natural entre ambas. Al pico del Lobo le secundan varios subsidiarios entre los que destacan el Cervunal (2194 m) al oeste, el Alto de las Mesas (2257 m) al norte y la Buitrera de los Lobos (2221 m) al sur. Es también la mayor altitud de la comunidad de Castilla-La Mancha.  Abarca una extensión total de 10024 hectáreas, formando parte del macizo Pico del Lobo-Cebollera. Su parte más baja es el arroyo de las Canalejas, en el río Berbedillo, a una altitud de unos 1200 metros.

## Hidrografía
De sus faldas surgen los ríos Cerezuelo, Buitrera y de los Chorrillos, en su vertiente norte, de la cuenca del Duero; y el Berbellido, de donde sale el arroyo de las Canalejas, con su afluente arroyo de la Majada de los Carneros, y el del Ermito, con su afluente arroyo del Cibunal, en su vertiente sur, de la cuenca del Tajo.

## Infraestructuras
Mientras su falda sur, en la provincia de Guadalajara, se mantiene virgen, en la falda norte, en la provincia de Segovia, se halla la estación de esquí de La Pinilla. Si bien, esa virginidad de la falda sur se vio amenazada por la posible instalación de una base militar en su cumbre hasta que en 2004 dejó de ser zona de interés estratégico-militar y el 8 de noviembre de 2005 el Consejo de Gobierno de la Junta de Comunidades de Castilla-La Mancha, por Decreto, declaró su protección natural mediante la creación de la Reserva Natural del Macizo del Lobo-Cebollera, que en 2011 fue incluida en el parque natural de la Sierra Norte de Guadalajara., dado que en él se albergan las únicas formas glaciares que se pueden encontrar en la zona, en forma de circos y morrenas glaciares, que datan de la última glaciación.